# Coniesta
Coniesta is een geslacht van vlinders van de familie grasmotten (Crambidae).

## Soorten
- C. araealis Hampson, 1912
- C. ignefusalis (Hampson, 1919)
- C. williami (de Joannis, 1927)